# Eutheriodontia
Eutheriodontia je klada terapsida koji se pojavljuju tokom srednjeg perma i koja obuhvata terokefalije i cinodonte, ova poslednja grupa uključuje sisare i srodne oblike.
Sa dicinodontima, oni čine jednu od dve loze terapsida koje su preživele izumiranje krajnjeg perma i koje su se ponovo promenile tokom trijasa, pre nego što je većina njih nestala pre ili tokom trijasko-jurskog izumiranja, osim loze cinodonta koja je kasnije proizvela sisare.

## Klasifikacija
Kladu su 1986. godine nazvali Džejms Alen Hopson i Herbert Ričard Barguzen, pri čemu ime znači „prava Theriodontia”. U Hopsonovom sistemu, Eutheriodontia su sestrinska grupa Gorgonopsia unutar Theriodontia. Bliska veza između terokefalija i cinodonta bila je priznata već dugi niz godina. Godine 2001, Eutheriodontia je definisana kao najmanje inkluzivna klada uključujući Mammalia i Bauria. Čak i danas, takson ima snažno priznanje među paleontolozima i redovno se citira u nekoliko studija koje se tiču terapsida.

## Spoljašnje veze
- Aron Ra - "Systematic Classification of Life (episode 18) - Theriodontia / Eutheriodontia"